# Chiesa di San Silvestro (Ortovero)
La chiesa di San Silvestro è un luogo di culto cattolico situato nel comune di Ortovero, in via alla Chiesa, in provincia di Savona. La chiesa è sede della parrocchia omonima del vicariato di Albenga della diocesi di Albenga-Imperia.

## Storia e descrizione
Edificata al di fuori del centro storico di Ortovero, la parrocchiale è citata per la prima volta in un documento del 1210. Risalente all'epoca medievale, di cui rimane una chiave di volta in pietra calcarea di forma circolare, raffigurante l'Agnus Dei, ma fu rimaneggiata nella prima metà del Seicento.
Il terremoto del 1887 nel ponente ligure provocò alcuni danni alla struttura che già nel 1890 fu sottoposta ad una nuova opera di ingrandimento e restauro. Altri interventi si susseguiranno nel Novecento, tra gli anni settanta e ottanta del secolo.
La chiesa è consta dall'altare maggiore - con ai lati busti di angeli e teste di cherubini - e quello laterale del Rosario, entrambe opere marmoree dello scultore genovese Pasquale Bocciardo che li realizzò nel corso del XVIII secolo. Nel secondo altare è collocata la statua della Madonna, racchiusa in una cornice con le quindici tavolette riproducenti i misteri del Rosario. Un'altra effigie della Madonna col Bambino e angeli è collocata sopra l'altare della Madonna del Carmelo. Risalente al XVI secolo è il tabernacolo in ardesia.
Gli interni sono stati affrescati dal pittore Carlo Felice Dellepiane.